# 南京大学地球科学博物馆
南京大学地球科学博物馆（英語：Museum of Earth Science Nanjing University）是一座位于南京大学的博物馆。

## 历史
隶属于南京大学，地球科学与工程学院管理，于2002年南京大学“五·二0”百年校庆期间正式开馆。

## 馆藏珍品
- 新中国龙化石标本
- 鹦鹉嘴龙骨架化石标本